# Acceleratorul tandem de la Măgurele
Acceleratorul de ioni de tip tandem de la Măgurele (în engleză 9 MV FN Pelletron Tandem Accelerator) este o aparatură științifică folosită pentru studii de fizică nucleară și atomică. Acest accelerator a fost dat în funcțiune în 1973, și continuă să fie folosit pentru cercetări de fizică în 2019.
Cercetătorii de la Institutul de Fizică Atomică (IFA), situat lângă București în orașul Măgurele, aveau nevoie la începutul anilor 70 de un accelerator care să poată aduce diverși ioni atomici la energii suficient de înalte pentru a studia structura nucleelor atomice precum și reacțiile nucleare. În 1972, IFA a cumpărat componentele necesare pentru asamblarea acestui tip de aparatură științifică de la firma americană High Voltage Engineering Corporation. O echipă de cercetători, ingineri și tehnicieni condusă de Șerban Dobrescu a instalat acceleratorul tandem.  
Diferența de potențial electric produsă de accelerator era de approximativ 7.5 Mega Volți, ceea ce implică accelerarea unui ion cu Z protoni si N electroni la energia de 15 MeV inmulțit cu valoarea absolută a Z–N. Ulterior, diferența de potențial electric a fost crescută la 9 MV, iar începând cu 2006 mai multe componente ale acceleratorului au fost îmbunătățite. În prezent, acceleratorul tandem poate accelera 28 de tipuri de ioni, cu număr atomic variind intre 1 (protonul) și 79 (atomul de aur).